# لایونز (هملت)، نیویورک
لایونز (به انگلیسی: Lyons) یک منطقهٔ مسکونی در ایالات متحده آمریکا است که در شهرستان وین، نیویورک واقع شده‌است. لیونز ۱۰٫۷ کیلومتر مربع مساحت و ۳٬۶۱۹ نفر جمعیت دارد و ۱۲۵ متر بالاتر از سطح دریا واقع شده‌است.